# 2009년 포트 후드 총기 난사 사건

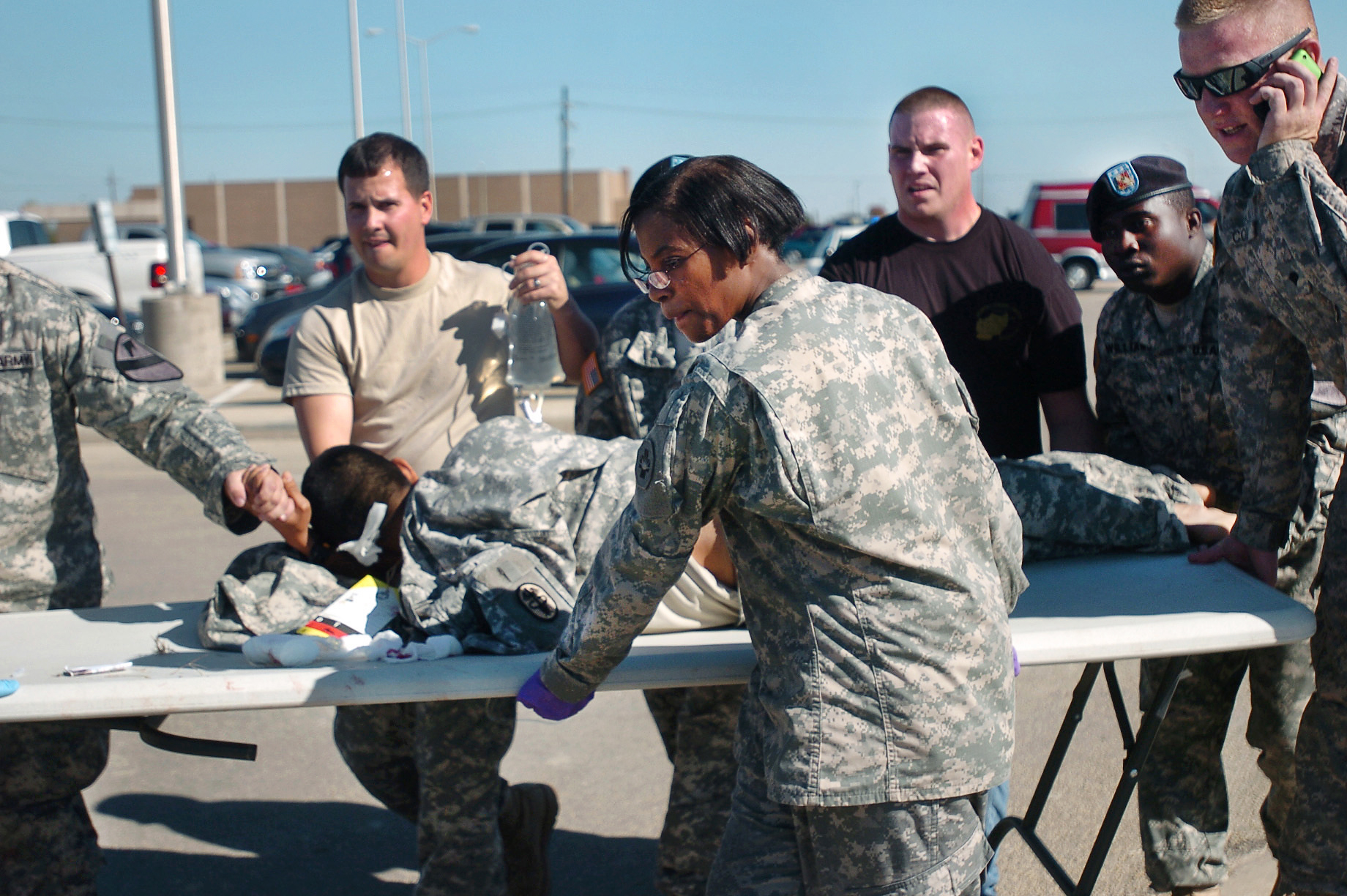

2009년 포트 후드 총기 난사 사건(Fort Hood shooting)은 2009년 11월 5일 미국 텍사스주 포트후드에서 일어난 총기 난사 사건이다. 이로 인해 13명이 사망하고, 30명이 부상당했다. 범인은 소령 Nidal Malik Hasan이다.

## 같이 보기
- 워싱턴 해군공창 총기 난사 사건
- 2015년 샌버너디노 총기 난사 사건